# Therme Erding
Koordinaten: 48° 17′ 25″ N, 11° 53′ 12″ O
Die Therme Erding ist ein Thermalbad in Erding mit staatlich anerkanntem Thermalheilwasser. Die Gesamtfläche der Therme Erding erstreckt sich über 430.000 m², wobei die Nutzfläche für Gäste im Moment 185.000 m² beträgt. Sie ist die größte Therme der Welt.
2022 hatte sie 1,7 Millionen Besucher, rund 5.000 Gäste am Tag und 11.000 an Spitzentagen. Damit war die Therme Erding 2022 der meistbesuchte Wasserpark Europas und der fünftmeistbesuchte Wasserpark der Welt. 2024 hat sich die Zahl der Besucher auf 1,9 Millionen erhöht.

## Geschichte
Im Februar 1983 führte die Deutsche Texaco Bohrungen mit der Absicht durch, Erdöl- und Erdgasvorkommen aufzuspüren. Am 12. Februar 1983 stieß man in 2350 Metern Tiefe auf fluorid- und schwefelhaltiges Wasser.
Am 10. November 1998 erfolgte die Grundsteinlegung der Therme Erding, und die Eröffnung am 3. Oktober 1999. Die Anlage öffnete mit einem Thermenbereich und einem textilfreien Saunabereich.
Der Thermenkomplex wurde von den Architekten und Unternehmern Josef Wund und Jörg Wund entworfen. Seitdem wurden von der Unternehmensgruppe Wund vier weitere Thermen entworfen und gebaut: die Therme Bad Wörishofen, das Badeparadies Schwarzwald, die Thermen & Badewelt Sinsheim und die Therme Euskirchen.
Der Saunabereich wurde im März 2007 erweitert und hat seitdem eine Gesamtfläche von 13.600 m². Ein Teil des ursprünglichen Saunabereichs wurde unter dem Namen „VitalOase“ als textiler Saunabereich weitergeführt. Im April 2007 eröffnete der Rutschenbereich „Galaxy“
Am 26. Juli 2014 ging eine Außenrutschen-Anlage mit seinerzeit acht Wasserrutschen in Betrieb.
Im Oktober 2014 eröffnete das Hotel Victory mit direkt angrenzendem Wellenbad.
im Sommer 2016 wurde das Victory Gästehaus (unmittelbar gegenüber der Therme) eröffnet.
Die Anzahl der Mitarbeiter wurde im Jahr 2021 mit rund 750 beziffert.
Seit der Grundsteinlegung der Therme Erding betrugen die Investitionen in Bau und Erweiterungen mehr als 200 Millionen Euro, wovon ca. 100 Millionen Euro in die Erweiterung um das Hotel Victory, Wellenbad und die Außenrutschen flossen.
Im Jahr 2024 wurde die Therme Erding für über 320 Millionen Euro an die Therme Group verkauft.

## Thermenbereiche

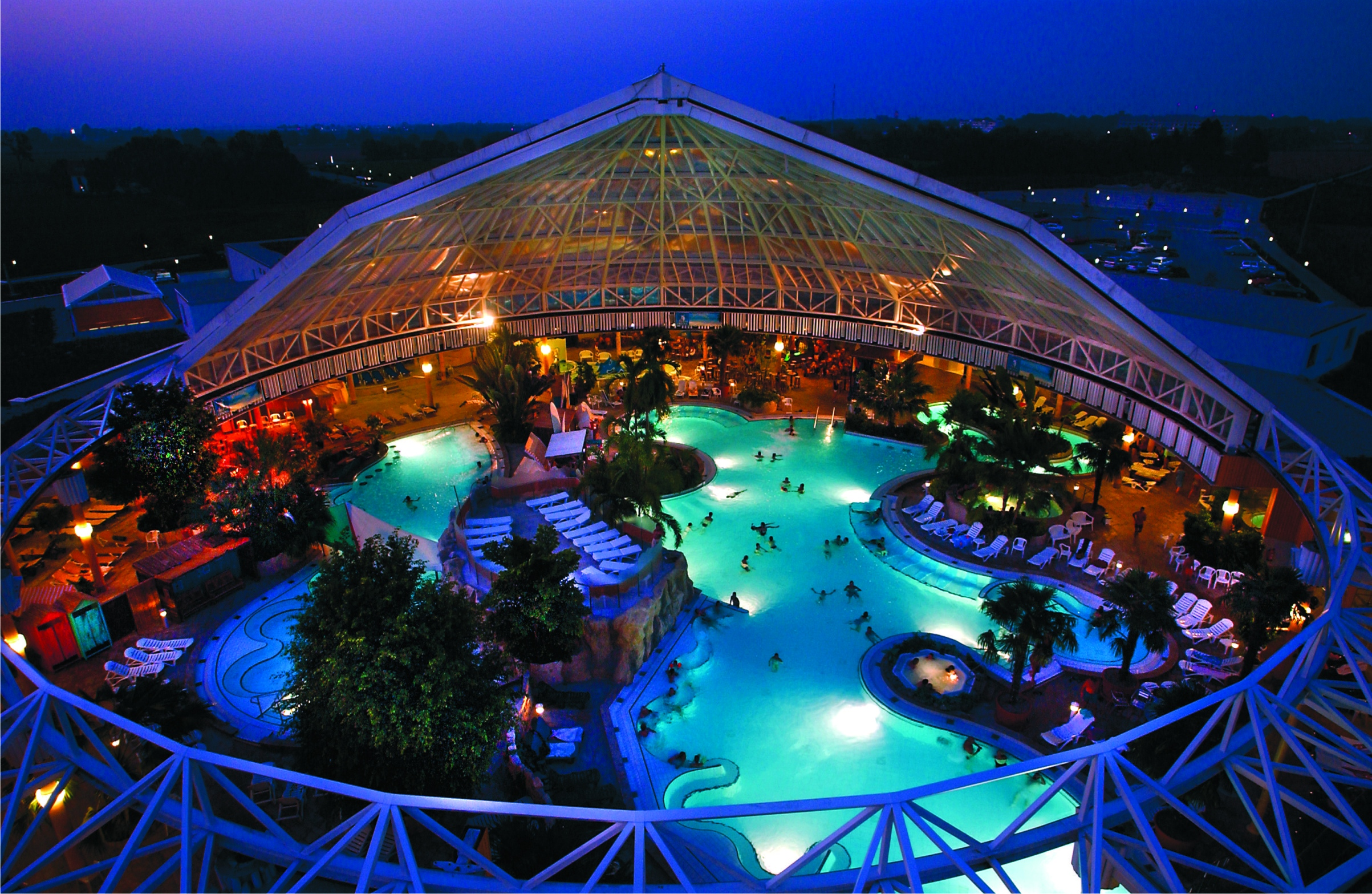
„Therme“ und „VitalOase“

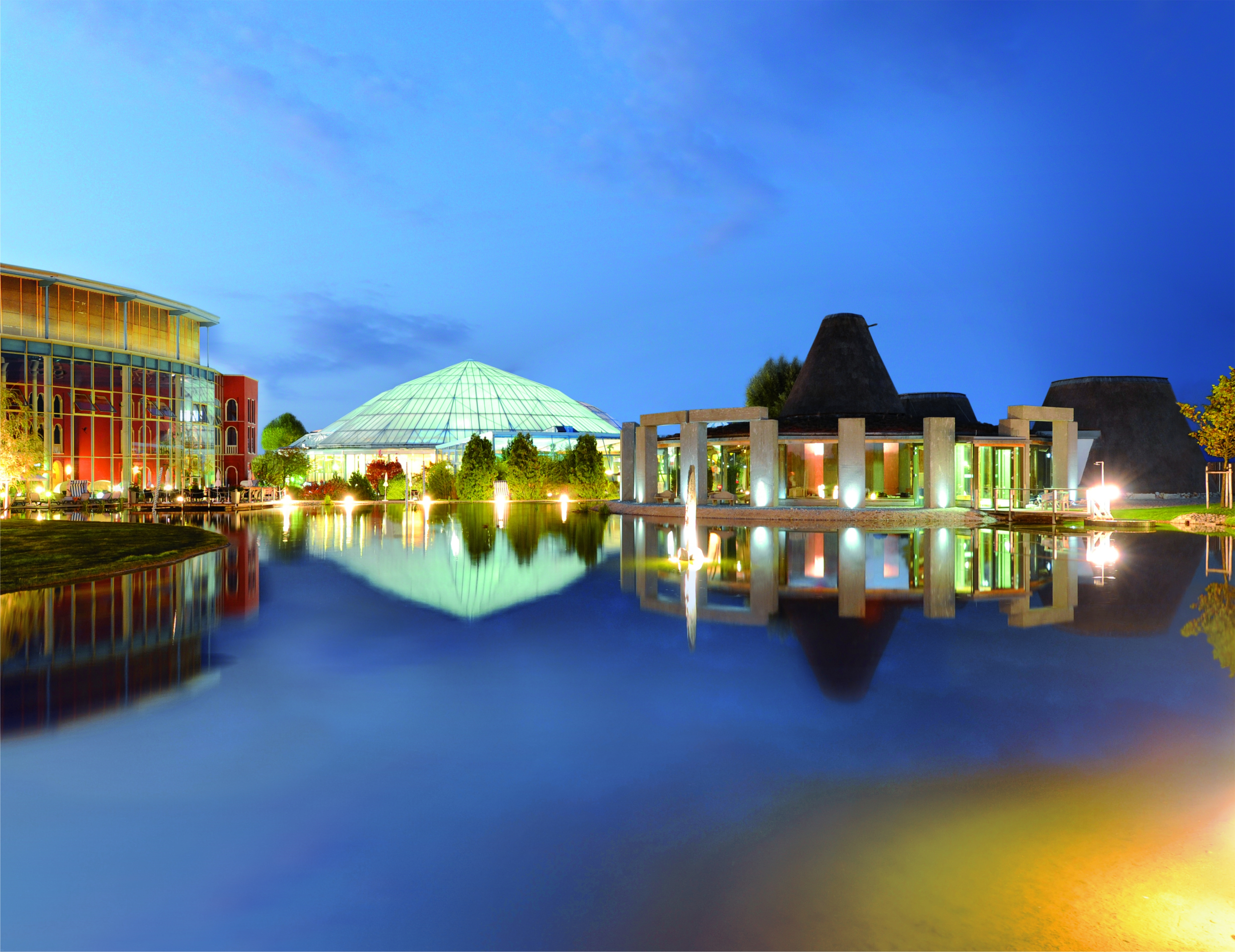
Außenansicht VitalTherme & Saunen

Die Therme Erding besteht aus fünf Bereichen:
- Therme
- VitalOase (Zutritt ab 16 Jahren)
- VitalTherme & Saunen (Nutzung textilfrei; Zutritt ab 16 Jahren)
- Galaxy Rutschenwelt (Mit Innen- und Außenrutschen)
- Wellenbad

Besucher der Therme, des Galaxy sowie des Wellenbads können alle drei Bereiche nutzen. Diese stehen auch den Besuchern der VitalOase offen. Der Zutritt zur VitalTherme & Saunen ermöglicht die Nutzung der gesamten Therme Erding.

### Therme
Der textile Thermen-Bereich hat eine Fläche von 27.500 m² (9.000 m² Innenbereich und 18.500 m² Thermengarten) und ist mit einer Glaskuppel von 56 m Durchmesser überdacht. Die Kuppel lässt sich bei warmen Temperaturen bis zur Hälfte öffnen und sorgt für Tageslicht im Badebereich.
Im Innenbereich befinden sich ein 1.450 m² großes Thermenbecken mit Poolbar, „Grotte“, Wasserfall, Nackenduschen, Massagedüsen, Sprudelliegen und Strömungskanal sowie Ruheliegen, Massageräume, Gesundheitsbäder, Dampfbad, Biosauna, Kneipp-Parcours, Kleinkinderbereich und ein Restaurant. Der Thermengarten beherbergt den vom großen Thermenbecken aus barrierefrei zugänglichen Außenpool mit Massageliegen, sowie Schwefelheilquelle, Sandstrand, Strandbar, Beachvolleyballfeld und Außenrutschen.
In der Therme findet jeden Tag ein Aktionsprogramm mit beispielsweise Wassergymnastik statt. Es werden mehrmals täglich Masken und Peelings ausgegeben.

### VitalOase
Der textile Gesundheitsbereich ist für Besucher ab 16 Jahren zugänglich. Die VitalOase hat ein Innenbecken mit integrierter Poolbar, drei Ruheräume mit asiatischem Ambiente, drei Textilsaunen sowie ein Restaurant. Im Außenbereich befinden sich eine Schwefelheilquelle und ein asiatisch anmutender Garten. Im September 2008 wurden drei Gesundheitsbecken, die Vital-Quellen eröffnet. Sie beinhalten Mineralien wie im Toten Meer, Selen-Jod und Calcium.
Im November 2015 wurde eine weitere Textilsauna eröffnet. Der Kugulus ist eine Holzkugel, die eine Höhe von 5 m und einen Durchmesser von 6 m hat und Platz für 40 Personen bietet. Diese Sauna ist die größte Holz-Kugelsauna der Welt.
Im Rahmen einer Umstrukturierung wurde die VitalOase 2021 um ein Außenbecken, das Römische Bad, drei Niedrigtemperatur-Saunen, ein Dampfbad sowie drei Gesundheitsbecken erweitert, welche zuvor Teil der VitalTherme & Saunen waren.

### VitalTherme & Saunen
Im textilfreien Saunabereich hat man Zutritt ab 16 Jahren. Es befinden sich dort insgesamt 24 verschiedene Saunen, darunter zwei Dampfbäder und verschiedene andere Wellnessangebote auf einer Gesamtfläche von 13.600 m². Ein Dampfbad sowie eine Sauna sind nur für Frauen zugänglich. Das Hauptgebäude der VitalTherme & Saunen befindet sich unter einem 260 Tonnen schweren Glasdach, das geöffnet werden kann. Dort befinden sich ein großer Pool, eine Poolbar und die meisten Saunen. In der VitalTherme & Saunen sind außerdem zwei Restaurants. In den Saunen finden täglich ca. 90 verschiedene Aufgüsse statt.
Zum textilfreien Saunabereich gehört ein Außenbereich mit drei Saunen und einem künstlich angelegtem Natursee (Der See ist jedoch kein Badesee).
Im April 2016 wurde in der VitalTherme & Saunen eine weitere Dampfsauna, der Nebelwald, eröffnet, die in Anlehnung an das Erdinger Moos gestaltet wurde.

### Galaxy Rutschenwelt
Der Rutschenbereich Galaxy befindet sich unter einer 25 Meter hohen Metallkuppel, die bis zur Hälfte geöffnet werden kann. In diesem Bereich befinden sich 18 Wasserrutschen, unter anderem auch mit 356 Metern die nach Eigenangaben längste Reifenrutsche Europas. Im August 2014 eröffneten zusätzlich im Außenbereich der Therme acht Rutschen, unter anderem die erste Mattenrutschanlage, in der sechs Personen nebeneinander rutschen können. Im Juli 2018 wurde eine weitere Außenrutsche eröffnet, die den Namen „Big Wave“ trägt und die längste Außen-Reifenrutsche Deutschlands ist.
Im Februar 2016 wurden im Innen-Rutschenbereich in Zusammenarbeit mit der Skiwelt Wilder Kaiser Brixental mit den Alm Chalets drei private Ruheräume geschaffen.
Im Innen-Rutschenbereich befinden sich seit Frühjahr 2021 mit den Alm Chalets insgesamt 16 private Ruheräume.
Bis 2008 gab es einen Reifenlift. Bis 2014 waren zwei Personenaufzüge im Rutschenturm in Betrieb, sie wurden aufgrund eines Brandes im Aufzugschacht (außerhalb der Öffnungszeiten), sowie durch starke Beanspruchung der Aufzugstechnik durch den Rutschenbetrieb dauerhaft geschlossen.

### Wellenbad
Im Oktober 2014 wurde der 2.300 m² große Bereich Wellenbad eröffnet. Dieser grenzt an den Rutschenbereich Galaxy an und schließt unmittelbar an das Hotel Victory an. Der Bereich befindet sich unter einem Glasdach, das geöffnet werden kann. Die Hauptattraktion dort ist das 1.500 m2 große Wellenbecken. Im Bereich Wellenbad befinden sich des Weiteren ein Außenpool mit Strömungskanal, ein kleineres Becken mit Sprudeldüsen und Poolbar sowie zwei Kinderbecken je eins im Innen- und Außenbereich. Im Außenpool befindet sich eine weitere Poolbar und im Innenbereich ein Bistro mit verschiedenen Snacks und Getränken. Im Wellenbad befinden sich 300 Großpalmen, die durch das Glasdach Tageslicht erhalten. Die Wellen werden mit einer von Josef Wund entwickelten Wellenmaschine erzeugt und können eine Maximalhöhe von drei Metern erreichen. Mittels verschiedener Frequenzen können von sanften bis zu maximal drei Meter hohen Wellen gesteuert werden. Die Technik, mit der die Wellen erzeugt werden, ermöglicht einen Wellengang, der nur in vertikaler Richtung arbeitet und so verhindert, dass die Badenden an den Beckenrand gedrückt werden.

## Übernachtung

### Hotel Victory Therme Erding
Das Hotel wurde Ende 2014 eröffnet. Ein Teil des Hotels ist der Victory nachempfunden, der andere erinnert an einen venezianischen Palazzo. Das Hotel grenzt mit eigenem Thermenzugang direkt an das Wellenbad an und hat 128 Zimmer.
Zum Hotel gehören zwei Restaurants.

### Victory Gästehaus Therme Erding
Das Gästehaus wurde im Sommer 2016 eröffnet. Das Gästehaus ist direkt gegenüber der Therme und hat 94 Zimmer.

## Technik
Das Thermalheilwasser der Therme wird vom Zweckverband Geowärme Erding aus 2.350 m Tiefe gefördert und hat eine natürliche Temperatur von 65 Grad Celsius. Ein Großteil des geförderten Thermalwassers wird für das Fernwärmenetz der Stadt Erding energetisch genutzt. So werden beispielsweise die Neubaugebiete Erdings, das Krankenhaus, das Gewerbegebiet Erding-West und Schulen umweltschonend beheizt.
Die gesamte Wassermenge der Therme Erding wird alle 20 Minuten gereinigt. Dabei werden 3,3 Millionen Liter Wasser in 27 Filteranlagen mit Ozon, Chlor, Schwefel und anderen Chemikalien aufbereitet. Die Saunen werden von einem Kessel beheizt, in dem das Wasser unter hohem Druck auf 160 °C erhitzt wird.
Für das 2014 eröffnete Wellenbad hat der Architekt Josef Wund eine energiesparende Wellentechnik entwickelt. Mit sechs Druckluftzylindern werden Schwingungsfrequenzen durch Über- und Unterdruck erzeugt, wodurch individuelle Wellenstufen festgelegt werden können. Aufgrund der Nutzung des natürlichen atmosphärischen Drucks und dieser speziellen Lufttechnik ist dies im Vergleich zu anderen Techniken eine sehr energiesparende Lösung.

## Auszeichnungen (Auszug)
- 2009: „Spa Diamond“ für den Royal Day Spa[47]
- 2011: "Goldene Pinie" (Dertour) – Gesamtsieg Freizeitpark[48]
- 2015: „EWA Professional Award“ für innovative Angebotsgestaltung[49]
- 2020: European Star Award – TOP 10 in „Europas beste Wasserparks“, „Wasserrutschen“ & „neue Wasserrutschen 2020“[50]
- 2020: Bestbesuchter Wasserpark im EMEA-Raum (TEA/AECOM-Themen- und Museumsindex)[51]
- 2022: „Bestes Erlebnisbad Deutschlands“ (Focus Money Ranking)[52]
- 2023: Platz 1 der meistbesuchten Wasserparks in Europa & Nahost (TEA/AECOM-Themenindex)[53]
- 2023: Therme Erding unter den 10 beliebtesten Reisezielen Deutschlands (DZT-Umfrage)[54]
- 2023: Beste Therme & bestes Erlebnisbad Deutschlands (travelcircus, 6. Mal in Folge)[55]
- 2023: Deutscher Sport & Freizeit-Award in der Kategorie "Thermen, Saunen & Erlebnisbäder" (Deutsches Institut für Service-Qualität & ntv)[56]
- 2024: DACH Spa Award für die Therme Erding.[57]
- 2024: Top100 Sehenswürdigkeiten in Deutschland.[58]

## Veranstaltungen (Auswahl)
In der Therme Erding finden regelmäßig verschiedene Motto-Veranstaltungen statt. Ein bis zwei Mal im Monat hat die gesamte Therme bis um 1 Uhr geöffnet.
Im Rutschenbereich wird außerdem die deutsche Rutschmeisterschaft veranstaltet.

## Verkehrsanbindung
Die Therme Erding liegt nordöstlich von München und liegt direkt an der Bundesstraße 388. Die Anfahrt kann über die A 9 (Ausfahrt Garching-Süd), A 94 (Ausfahrt 10 Erding/Anzing oder Ausfahrt 9b Markt Schwaben/Erding) oder die A 92 (Ausfahrt Erding) erfolgen. Der 14 Kilometer entfernte Flughafen München ist über die Staatsstraße 2584 zu erreichen. Kostenlose Parkplätze stehen vor der Therme zur Verfügung. Darüber hinaus befindet sich etwa einen Kilometer entfernt der Bahnhof Altenerding, der Anschluss an die S2 bietet. Diese verkehrt zwischen Erding und Petershausen über München. Der Bahnhof Altenerding wird von den Linienbussen 550, 560 und 570 angefahren, die direkt an der Therme halten.

## Unfälle
In der Therme kam es zu teilweise erheblichen Verletzungen, bis hin zu gebrochenen Knochen und zwei abgerissenen Fingern. Auf mediale Präsenz stieß der Fall eines 16-jährigen Jungen, der sich auf einem Hüpfkissen im Außenbereich verletzte und querschnittsgelähmt ist. Beim Versuch eines Rückwärtssaltos landete er unglücklich auf dem Hüpfkissen. 2015 wurde die Therme Erding in erster gerichtlicher Instanz zu einem Schmerzensgeld in Höhe von rund 430.000 Euro zuzüglich einer monatlichen Schmerzensgeldrente in Höhe von 500 Euro verurteilt. Gegen den Betreiber selbst kam es infolge von Unfällen zu mehreren Klagen. Die meisten Klagen wurden abgewiesen, ein Strafverfahren wurde gegen Zahlung eines Geldbetrages eingestellt. Am 10. Juni 2011 wurden in der VitalOase Gase eines Reinigungsmittels freigesetzt, wodurch 36 Menschen aufgrund von Atembeschwerden ärztlich behandelt werden mussten. Aufgrund von wiederholten Verletzungen im Intimbereich wurde 2012 die X-treme Faser-Rutsche für Frauen gesperrt.

## Trivia
Das Maskottchen der Therme Erding ist ein Löwe namens (Lord) Nelson.